# Eupithecia pfeifferi
Eupithecia pfeifferi là một loài bướm đêm trong họ Geometridae.